# 포르투갈 헌법

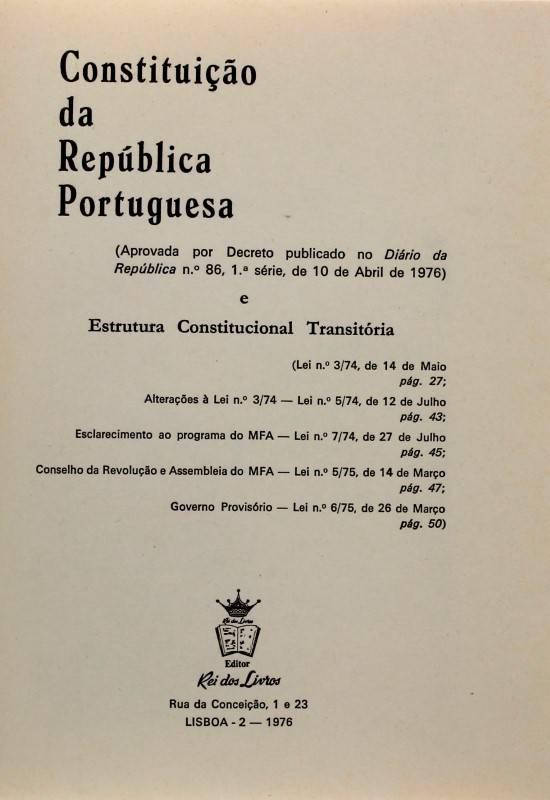

포르투갈의 헌법은 포르투갈 공화국의 헌법이다. 헌법은 1976년 포르투갈 공화국의회에 의해 제정되었다.

## 서문 및 제 1조
```
1974년 4월 25일, 포르투갈 군부는 국민들의 오랜 저항을 의식하여 파시스트 정권을 종식시켰다. 포르투갈을 독재, 탄압, 식민주의로부터 해방시킨 것은 혁명적인 변화와 포르투갈 사회에서 역사적인 전환점의 시작을 의미했다.  그 혁명은 포르투갈의 권리와 기본적인 자유를 되찾게 해주었다. 이러한 권리와 자유를 자유인민들이 행사할때, 인민의 합법적인 대표자들이 국가의 염원을 충족시키는 헌법을 제정하기 위해 모였다.  의회는 독립 수호, 시민의 기본권 보장, 
민주주의
 기본원리 확립, 민주적 
법치주의
 보장, 그리고 
사회주의
 사회의 존중을 위한 길을 터주기 위한 포르투갈 인민의 결정을 재확인했다.  더 자유롭고, 더 정의롭고, 더 친밀한 나라를 위하여.
1976년 4월 2일 소집된 공화국 총회는 포르투갈 공화국의 다음 헌법을 승인하고 규정한다.
제1조
포르투갈은 인간의 존엄성과 인민의 의지에 근거한 민주공화국이다. 포르투갈은 자유롭고 공정한 사회주의 사회 건설을 최우선 가치로 삼는다.

```